# Beharogna
Beharogna è una città e comune del Madagascar situata nel distretto di Manja, regione di Menabe. 
La popolazione del comune rilevata nel censimento 2001 era pari a 13 942 unità.
Nella città sono presenti solo scuole elementari. Sono inoltre presenti miniere industriali. Il 70% della popolazione è costituito da agricoltori, mentre il restante 30% da allevatori di bestiame. 